# Grundsätze der Wiener Nomenklaturkommission
Die Grundsätze der Wiener Nomenklaturkommission sind die Vorgaben zur Schreibung von Verkehrsflächenbezeichnungen und sonstigen geografischen Namen auf dem Gebiet der Stadt Wien. Sie beruhen auf erstmals 1907 gefassten kommunalen Beschlüssen, die zuletzt 1999 an die Rechtschreibreform von 1996 angepasst wurden.

## Rechtliche und sonstige Grundlagen
Am 30. Jänner 1981 hat der Wiener Gemeinderat auf Antrag des Stadtsenates Gratz III bzw. der im Wiener Stadt- und Landesarchiv unter dessen Direktor Felix Czeike gebildeten Wiener Nomenklaturkommission beschlossen, dass „in Abänderung und Erweiterung des Stadtratsbeschlusses vom 19. Juni 1907“ aus der Amtszeit von Bürgermeister Karl Lueger „über die einheitliche Schreibweise der Namen von Gassen, Straßen und Plätze […] künftig die Grundsätze der Wiener Nomenklaturkommission für die Schreibung von Verkehrsflächenbezeichnungen und sonstigen geographischen Namen in Anwendung gebracht [werden].“ Seit damals werden Namen wie zum Beispiel Dr. Karl Lueger-Ring mit Bindestrichen „durchgekoppelt“, d. h. als Dr.-Karl-Lueger-Ring geschrieben, wie das in Deutschland schon lang zuvor üblich war.
In Abänderung dieses 1981 gefassten Beschlusses wurde vom Gemeinderat 1999 beschlossen, dass in Abänderung des Gemeinderatsbeschlusses vom 30. Jänner 1981 „für die Schreibung von Verkehrsflächenbezeichnungen und geografischen Namen die Grundsätze der Wiener Nomenklaturkommission dahingehend ergänzt [werden], dass grundsätzlich die Neue Rechtschreibung Anwendung findet. Auf Straßentafeln, Orientierungsnummerntafeln und dergleichen sowie in Personaldokumenten ist die geänderte Schreibweise nur bei Neuanbringung bzw. Neuausstellung zu berücksichtigen.“
Die Grundsätze folgen den internationalen Tendenzen zur Standardisierung der Schreibung von geografischen Namen und Verkehrsflächenbezeichnungen. Zur Ausarbeitung der Grundsätze der Wiener Nomenklaturkommission wurden herangezogen:
- der Beschluss des Wiener Stadtrates von 1907,
- der Rechtschreibduden (1973),
- das Österreichische Wörterbuch (1979),
- der Erlass des Bundesamtes für Eich- und Vermessungswesen über die Schreibung von Straßen-, Gassen- und Platznamen (2. Auflage, 1979) sowie
- die Reform der deutschen Rechtschreibung von 1996 („Neue Rechtschreibung“).

Auch andere Städte wie Graz, Bad Aussee und Wiener Neustadt haben diese Grundsätze als verbindliche Vorgabe übernommen.

## Grundsätze

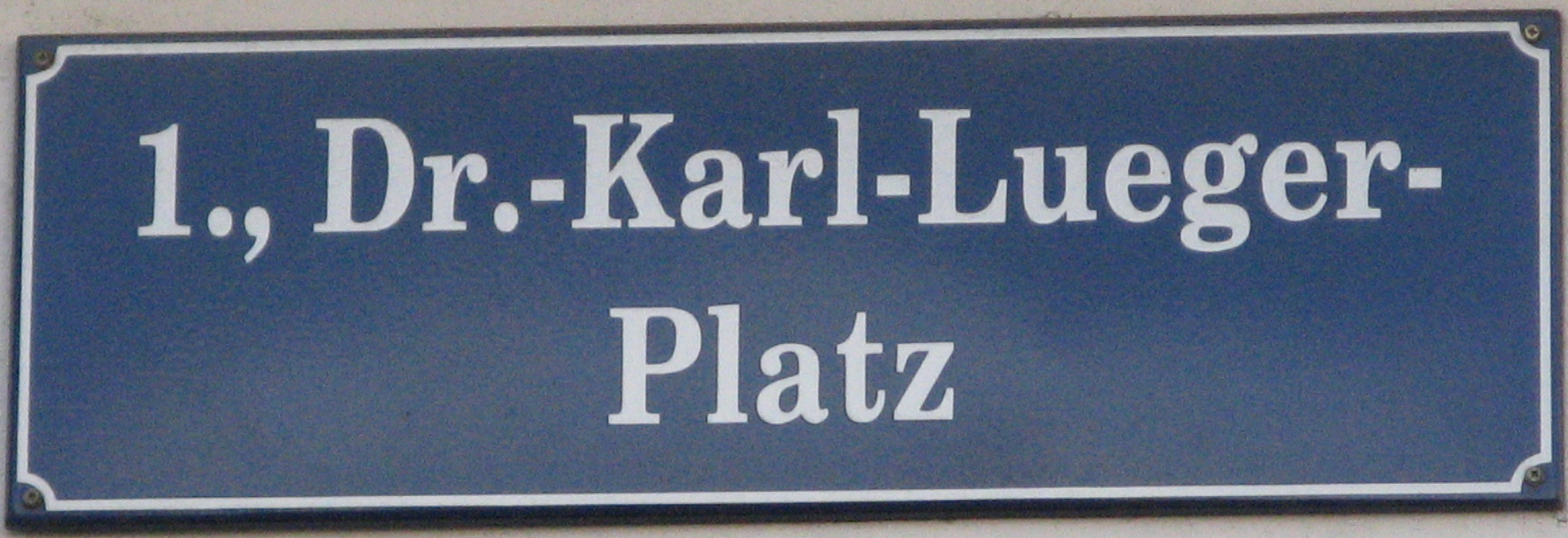
Straßentafel in Wien – komplett durchgekoppelte Schreibweise; bis zu deren Einführung wurde von der Rechtschreibreform 1901 bis 1981 nur vor Platz ein Bindestrich gesetzt

### Verkehrsflächenbezeichnungen
Verkehrsflächenbezeichnungen bestehen in der Regel aus einem Grundwort (-straße, -gasse, -platz, -ring, -weg usw.) und einem Bestimmungswort zur näheren Kennzeichnung der Verkehrsfläche.
- Das erste Wort eines Straßennamens wird großgeschrieben, ebenso jedes zum Namen gehörende Eigenschafts- oder Zahlwort (z. B. Lange Gasse). Das gilt auch, wenn zu Eigenschafts- und Hauptwort Präpositionen hinzutreten (z. B. An den Alten Schanzen).
- Zusammen schreibt man Zusammensetzungen aus einem einfachen oder zusammengesetzten Hauptwort (auch Eigennamen) und einem Grundwort (z. B. Thaliastraße, Aspernbrückengasse, Beethovengang) sowie Zusammensetzungen aus einem ungebeugten Eigenschaftswort und einem Grundwort (z. B. Hochstraße). Bei Wortgruppen, die sich aus Präposition(en), Eigenschafts- und Hauptwort zusammensetzen, besteht das eigentliche Bestimmungswort (Name) im Allgemeinen aus Eigenschafts- und Hauptwort (z. B. Alte Schanze, Lange Lüsse, Alte Donau). Die Präpositionen (z. B. An den Alten Schanzen, An den Langen Lüssen, An der Alten Donau) geben eine zusätzliche, neue Lagebestimmung zu dem ursprünglichen Namen, der als Einheit erkennbar bleiben soll.
- Zusammen schreibt man auch Verkehrsflächenbezeichnungen nach geographischen Namen, die auf -er enden (z. B. Hannovergasse), oder wenn Ableitungen solcher Namen Personen bezeichnen (z. B. Lothringerstraße). Hier gilt es zwischen echten geographischen Namen (Ortsnamen) und Personennamen, die von geographischen Namen abgeleitet sind, zu unterscheiden: z. B. Brunner Straße = Straße nach Brunn, Brunnerweg = Weg, benannt nach einem Herrn Brunner.
- Getrennt und ohne Bindestrich  schreibt man Zusammensetzungen eines Grundwortes mit einem gebeugten Eigenschaftswort oder einer adjektivischen Ableitung eines Orts- oder Ländernamens auf -er oder -isch (z. B. Kurze Gasse, Währinger Straße).
- Der Bindestrich steht, wenn die Bestimmung zum Grundwort aus mehreren Wörtern besteht; so bei Eigennamen (z. B. Johann-Nepomuk-Berger-Platz, Dr.-Adolf-Schärf-Platz, Prinz-Eugen-Straße) und bei Bezeichnungen, die topografische Situationen wiedergeben (z. B. Stock-im-Eisen-Platz, Laaer-Berg-Straße). Diese Vorgangsweise nennt man „Durchkoppeln“. Bei Neubenennungen nach Personen sollte auf akademische Grade und Titel generell, auf Vornamen nach Möglichkeit verzichtet werden. Hier kommt es zu einer Abweichung vom ursprünglichen „Wiener System“, das den Bindestrich nur zwischen dem letzten Glied des Bestimmungsworts und dem Grundwort sehen wollte (z. B. Friedrich Schmidt-Platz). Die Durchkoppelung hat sich aber inzwischen international durchgesetzt, wobei man die Zusammengehörigkeit des gesamten Namens besonders betonen und hervorheben will. Bei der Verwendung topographischer Bezeichnungen für Straßennamen steht der Bindestrich dann, wenn Missverständnisse vermieden werden sollen. Zum Beispiel Laaer-Berg-Straße = Straße über den Laaer Berg, nicht aber Laaer Bergstraße = Bergstraße in Laa.
- Der Bindestrich steht nicht, wenn die Bestimmung aus einer Wortgruppe besteht und kein Grundwort vorhanden ist (Am Hof, An den Langen Lüssen), oder in jenen Fällen, in denen die Verbindung von Bestimmungs- und Grundwort durch ein Eigenschaftswort näher definiert wird (z. B. Obere Donaustraße, Linke Wienzeile). Die Setzung des Bindestrichs wird bei einer Verbindung Eigenschaftswort-Bestimmungswort-Grundwort nicht notwendig, wenn Bestimmungswort und Grundwort einen engeren Begriff bilden, der in seiner Gesamtheit durch das Eigenschaftswort determiniert wird: z. B. Obere Donaustraße neben einer Unteren Donaustraße; wesentlich dabei ist aber die Donaustraße, um die es sich in beiden Fällen handelt.

### Sonstige geografische Namen
Im Allgemeinen gelten die aktuellen Rechtschreibregeln.
- Zusammen schreibt man im Allgemeinen Zusammensetzungen aus Grundwort und einfachen oder zusammengesetzten erdkundlichen Namen (z. B. Donauhafen).
- Zusammengeschrieben werden in der Regel Zusammensetzungen mit Groß-, Klein-, Ober-, Unter- (z. B. Unterbaumgarten, Oberdöbling), soweit dem nicht die amtliche Schreibung (Amtliches Ortsverzeichnis) entgegensteht.
- Bindestriche setzt man, wenn die Bestimmung zum Grundwort aus mehreren oder mehrteiligen erdkundlichen Namen besteht (z. B. Rhein-Main-Donau-Kanal).
- Bindestriche stehen im Allgemeinen bei näheren Bestimmungen, die einem Ortsnamen nachgestellt sind, soweit nicht der Amtsgebrauch entgegensteht (z. B. Inzersdorf-Stadt, aber Wien Süd, weil so amtlich).
- Bindestriche stehen auch, wenn ein geographischer Name aus zwei geographischen Namen zusammengesetzt ist (z. B. Wien-Donaustadt, Rudolfsheim-Fünfhaus).
- Es steht kein Bindestrich, wenn Sankt (St.) Teil eines erdkundlichen Namens oder seiner Ableitung auf -er ist (z. B. St. Marx, St. Marxer Linie). Er steht auch nicht bei Ortsnamen, denen die Bezeichnung „Bad“ vorausgeht (z. B. Bad Vöslau). Wird jedoch ein Ortsname oder ein Heiligenname mit Sankt (St.) Bestandteil eines mehrgliedrigen geographischen Namens, so sind alle Wörter der Aneinanderreihung mit Bindestrichen zu verbinden (z. B. Unter-St.-Veit, St.-Agnes-Bründl).

### Hinweis
Hinweis: Durchkoppeln widerspricht der grammatikalischen Logik, wenn das Grundwort an erster (und nicht letzter) Stelle des Namens steht: z. B. bei der Straße des Ersten Mai (nicht Straße-des-Ersten-Mai) und beim Campus Gertrude Fröhlich-Sandner (nicht Campus-Gertrude-Fröhlich-Sandner).

## Vorhergehende Bestimmungen
Von 1907 bis 1981 lauteten die Vorgaben folgendermaßen:

„Bei Neu- oder Umbenennungen werden Verkehrsadern, welche eine Breite von mindestens 20 m haben und einem stärkeren Verkehrsbedürfnisse dienen, als Straßen bezeichnet. Weiters werden für die einheitliche Schreibweise der Namen von Gassen, Straßen und Plätzen folgende Grundsätze aufgestellt:
- Ist das Bestimmungswort ein einfaches Hauptwort, so sind es mit dem Gattungsworte (Gasse, Straße, Platz) zusammengezogen (Postgasse).
- Besteht das Bestimmungswort aus mehreren Hauptwörtern (Vor- und Zuname, zwei Vornamen, Titel und Name), so wird zwischen dem Bestimmungsworte und dem Gattungsworte, nicht aber zwischen den Teilen des Bestimmungswortes ein Bindestrich gesetzt (Johann Nepomuk Berger-Platz; Anton Frank-Gasse; Kaiser Franz Josef-Straße).
- Enthält das Bestimmungswort Beiwort und Hauptwort, so werden dieselben in der Dativendung mit dem Gattungsworte zusammengezogen (Rotenlöwengasse, Rotenturmstraße).
- Das bestimmende Eigenschaftswort wird getrennt geschrieben (Lange Gasse, Hohe Warte).
- Von Ortsnamen mit der Endung -er abgeleitete Bezeichnungen gelten als Eigenschaftswörter. (Leipziger Straße, Hütteldorfer Straße).
- Das dem zusammengesetzten Gattungsworte beigesetzte Eigenschaftswort wird getrennt und unverbunden geschrieben. (Große Mohrengasse, Obere Bahngasse, Kleine Neugasse, Rechte Bahngasse, Döblinger Hauptstraße, Prager Reichsstraße).
- In der Regel erhalten vor dem Gattungsworte männliche Vornamen das „s“ des Genitivs und weibliche Vornamen die Endung „en“. Vor Straße fällt das „s“ immer weg. Im Allgemeinen ist maßgebend das Sprachgefühl und der Wohllaut. (Karlsplatz, Josefsgasse, Prinz Karl-Straße, Karolinenplatz, dagegen: Johannagasse, Rosinagasse).
- Es ist ein amtliches Verzeichnis der Gassen, Straßen und Plätze von Wien durch die Direktion der städtischen Sammlungen anzulegen.
- Die von Gattungsnamen abgeleiteten älteren Straßenbezeichnungen sind entsprechend der neuen Rechtschreibung abzuändern, und zwar im amtlichen Verzeichnisse sofort und auf den Straßentafeln nach Maßgabe ihrer Auswechslung.
- Bei Anlegung des Verzeichnisses ist hinsichtlich der Straßennamen mit lokalem Charakter auf den etymologischen Ursprung derselben zurückzugreifen, soweit nicht eine wesentliche Umgestaltung des Namens verbunden ist.
- Für die Straßenaufschrifts- und Orientierungsnummerntafeln ist die Frakturschrift beizubehalten.“